# Hitman: Absolution
Hitman: Absolution é um jogo eletrônico de furtividade desenvolvido pela IO Interactive e publicado pela Square Enix. É o quinto titulo da série Hitman. Em Hitman: Absolution foi utilizado o motor Glacier 2, propriedade da IO Interactive. Os produtores confirmaram que Absolution tem uma jogabilidade mais simples e acessível, diferente dos outros capítulos da série, com maior foco na ação e no jogo de armas, mas que continua tendo os seus aspectos hardcore.
O jogo foi revelado durante a E3 de 2011, e foi lançado no dia 20 de Novembro de 2012 para Xbox 360, Microsoft Windows e PlayStation 3 e em 2019 Para PlayStation 4, exceto no Japão que foi lançado apenas no dia 24 de Janeiro de 2013.
Hitman: Absolution foi na sua maioria bem recebido pela imprensa especializada com os elogios focando nos gráficos, na jogabilidade e no modo online, sendo que a história foi tanto ponto de elogio como também de critica nas diferentes análises. As criticas negativas foram sobretudo dirigidas à IA e com alguns analistas dando a entender também que o jogo fugiu um pouco às raízes da série. No seu lançamento, o jogo conseguiu uma pontuação média no site Metacritic de 83% para PlayStation 3 e 79% para Xbox 360 e PC.
O jogo acabou tornando-se um sucesso comercial, vendendo mais de 2,7 milhões de cópias a partir de Janeiro de 2013.

## Jogabilidade
A historia do jogo ocorre nos Estados Unidos, em cidades como Chicago e no estado de Dakota do Sul. Ele apresentava um modo online Contracts, em que os jogadores puderam criar e compartilhar online os seus próprios desafios para o jogo, escolhendo os níveis, os alvos, as armas e as regras. Porém, os servidores foram fechados em Maio de 2018. O "modo instinto" foi acrescentado no qual permite prever rotas de inimigos, como a "visão sonar" em Splinter Cell: Conviction, "Eagle Vision" em Assassin's Creed: Revelations, "Dark Vision" em Dishonored e o "Detective Mode" em Batman: Arkham Asylum.

## Sinopse
A história começa com o Agente 47 recebendo uma missão da Agência Internacional de Contratos (ICA) para eliminar sua antiga mentora, Diana Burnwood, que traiu a organização ao expor suas operações. O contrante foi Benjamin Travis, executivo de alta patente dentro da ICA; Segundo ele, Diana traiu a agência sabotando o banco de dados e por isso, deveria ser eliminada. Pela primeira vez, 47 fica pensativo antes de realizar uma missão, já que Diana foi o mais próximo que ele teve de uma família em todos os seus anos, e enquanto ele fazia seu "ritual" de preparação, o agente ficou lembrando de todos os anos que passou com Diana o agenciando. Durante a missão, 47 invade a mansão de Diana e atira nela, porém não na cabeça. Ao questionar Diana sobre o porquê dela ter feito aquilo, 47 descobre que a agência modificou geneticamente uma adolescente chamada Victoria com a intenção de criar novos assassinos, como 47. Com medo de a menina ter uma vida vazia e sem sentido como a sua, 47 resgata a menina e ainda pede ajuda para Diana.
Após sair da mansão com a menina, 47 descobre que não apenas a ICA está atrás da menina, mas outras organizações estão interessadas em capturar Victoria, com os mais variados objetivos. Ele decide cortar laços com a agência e proteger Victoria, colocando-se na mira de seus antigos empregadores. Um desses grupos, pertence ao bilionário Blake Dexter que pretende vender a menina no mercado negro, faturando assim milhões de dólares. 47 confronta Dexter pela primeira vez no Hotel Terminus, onde Dexter tenta capturá-lo com a ajuda de sua guarda-costas, Layla Stockton. Após um confronto violento, Dexter foge, deixando para trás pistas que levam 47 a perseguir seus planos.
A trilha leva 47 à pequena cidade de Hope, Dakota do Sul, onde Blake Dexter é uma figura influente, com o xerife local, Clive Skurky, em sua folha de pagamento. A cidade é um lugar decadente, repleto de violência e corrupção. Enquanto investiga, 47 elimina vários capangas de Dexter, incluindo os membros de sua gangue, conhecidos como The Saints, um grupo de freiras assassinas enviadas pela ICA para eliminá-lo. Esses encontros mostram o alcance e a determinação da ICA em recuperar o controle.
O confronto final acontece na mansão de Blake Dexter, onde ele mantém Victoria presa, planejando vendê-la a um grupo de compradores internacionais. A mansão está fortemente protegida, mas 47 consegue se infiltrar, eliminando Layla Stockton e outros aliados de Dexter em combates furtivos e violentos. No confronto final, 47 mata Dexter, que em suas últimas palavras tenta negociar sua vida, mas é silenciado pelo assassino. Victoria é resgatada, mas demonstra sua força e determinação ao declarar que não quer ser usada como arma, refletindo sua luta por liberdade.
Após os eventos na mansão, 47 decide deixar Victoria em um local seguro, garantindo que ela possa viver uma vida normal, longe da violência e manipulação. Ele se mantém à distância, observando-a para protegê-la de possíveis ameaças. Victoria, apesar de ter sido projetada como uma arma, começa a reconstruir sua identidade longe das sombras da ICA.

### Epílogo:
A ICA, agora liderada por Benjamin Travis, tenta se reorganizar após os danos causados por Diana. Travis se vê frustrado por sua incapacidade de capturar 47 ou Victoria. A última cena do jogo mostra 47 observando de longe, sugerindo que sua luta contra a ICA ainda não terminou.

## Desenvolvimento
O jogo teve pouca especulação até a Eidos confirmar o seu desenvolvimento em Maio de 2009 Em 10 de Maio de 2011, um vídeo foi lançado confirmando o título "Hitman: Absolution", ele mostra rapidamente o Agente 47 colocando um silenciador e uma cascavel enrolada ao redor da sua pistola Silverballer. Tem sido relatado que o jogo será "familiar e ainda assim uma experiência significativamente diferente de outros jogos Hitman". Em 09 de outubro de 2011, um trailer com a jogabilidade completo, intitulado "Run for Your Life" foi lançado, onde a ação ocorre numa biblioteca abandonada de Chicago. Em 6 de março de 2012 foi revelada a capa oficial do jogo com a informação de que Absolution "é o jogo mais ambicioso da série". Com um mundo que vive e respira, onde cada momento pode se tornar uma história." Em 7 de maio um "grande" anúncio foi divulgado pela Square Enix, mudando o site oficial do jogo para uma imagem do Agente 47 segurando uma arma sniper e com a data de 10 de maio de 2012. A trilha sonora original para o jogo é composta por Peter Kyed e Peter Peter, substituindo o compositor anterior do jogo, Jesper Kyd.

### Motor de jogo
O motor de jogo, o Glacier 2 propriedade da IO Interactive, foi especificamente desenvolvido para aguentar com enormes multidões de 1200 individuos, permitindo ao jogador que interaja e influencia cada individuo dessa multidão sem afetar a framerate de 30fps, fundindo a mecânica clássica da série Hitman com novas características da jogabilidade.

## Marketing e Promoção

Conteúdo da Professional Edition.

Em abril de 2012 a Square Enix anunciou a Professional Edition de Hitman: Absolution. O pacote estará disponível em quantidade limitada e inclui um manual com arte do jogo em adição a um DVD de "Making Of". Conteúdo bônus no jogo inclui a "Agency Gun Pack", oferecendo silenciadores e miras laser para as seguintes armas exclusivas:
- Agency Jagd P22G: uma pistola moderna
- Agency HX UMP: uma SMG
- Agency SPS 12: uma caçadeira semi-automática

Na América do Norte para além da Professional Edition, também há incentivos de pré-reserva dependendo do retalhista. Clientes que façam a pré-reserva na Amazon recebem uma pistola Bartoli e o fato High Tech, na Best Buy os clientes receberão uma SMG Bronson de 1928 e o fato Public Enemy, na GameStop receberão uma Agency Kazo TRG Sniper Rifle e na Walmart uma pistola Krugermeier 2-2 e o fato High Roller.

### Hitman: Sniper Challenge
Em 10 de maio de 2012 a Square Enix anunciou o jogo Hitman: Sniper Challenge. O desafio, disponível com a pré-reserva de Absolution, consiste em controlar o Agente 47 encarregado de eliminar um alvo e todos os seus guarda-costas em apenas 15mns, a partir de um telhado a grande distância em Chicago, se possível sem causar pânico. Sniper Challenge irá conceder multiplicadores de pontos e desbloquear atualizações de equipamentos (alguns dos quais serão transferidos para Absolution). O progresso dos melhores atiradores será acompanhado através de um ranking e os melhores atiradores da América do Norte ganha uma viagem para dois a Copenhaga, na Dinamarca, para conhecer a equipa de produção de Hitman: Absolution.
O produtor da IO Luke Valentine afirmou que Hitman: Sniper Challenge é um agradecimento a todos os fãs de Hitman por terem esperado tanto tempo por um novo jogo da série:
"Podem imaginar que haverá [seções de sniper em Absolution]. Mas este cenário não faz parte de Hitman: Absolution. Não é uma demo. Não é como um nível que acabamos de desisitir. É completamente auto-suficiente. Mas é claro que está a usar a mesma tecnologia e alguns dos mesmos principios activos."
Este jogo independente é em forma de bônus exclusivo disponível apenas com a pré venda de Hitman Absolution; será fornecido um código no ato da compra para se usar na PS Store, Xbox Live e no PC. Hitman: Sniper Challenge não está disponível por outros meios. A versão das consolas ficou disponível a 15 de maio de 2012, enquanto que a versão para PC foi lançada a 1 de agosto. Hitman: Sniper Challenge teve criticas geralmente favoráveis. Tem uma média de 80% (Xbox 360) no site Metacritic.

## Recepção

### Criticas Profissionais
A recepção a Hitman: Absolution foi variada. Uma das primeiras análises a Hitman: Absolution veio da edição de Dezembro de 2012 da revista Playstation Official Magazine UK que deu a pontuação de 9/10. O editor diz que Absolution é um "pacote fantástico - um conto, escuro espirituoso de morte e de vingança que pode ser aquilo que você quiser ser. Capta a fluidez e tensão que os jogos stealth se esqueceram há muito tempo, mas apresenta-a de uma forma totalmente contemporânea."
A Eurogamer.net deu ao jogo 7/10 dizendo "Agent 47 não começa Hitman: Absolution com amnésia, mas os seis anos que passaram desde Blood Money parecem ter entorpecido as recordações dos seus criadores." IBTimes deu ao jogo 5/10 dizendo "um jogo que é apenas uma sombra do que costumava ser Hitman."
Venturebeat deu 7.5/10 e diz "não é muito Hitman-izado." A Videogamer deu 5/10 dizendo que "O problema de Absolution é que a nova equipa de Kane e Lynch parece ter entendido mal o que fez Hitman grande."
A Game Informer deu a pontuação 8.75/10, chamando aos gráficos "deslumbrantes" e a jogabilidade, que está muito acima de jogos com estilo similar. A Official Xbox Magazine UK deu a pontuação 9.0/10, elogiando as opções de jogabilidade e os diálogos. No entanto, a PC Gamer apenas deu 66%, criticando o sistema de checkpoints e o desvio que este jogo faz em relação aos formatos anteriores da série.
Jose Otero da 1UP, deu a pontuação A-, diz que Absolution "não me convenceu em relação à história, mas a sua jogabilidade mantém um padrão alto de excelência e introduz um nivel de escolha que merece a sua atenção."
A IGN deu 9.0/10 dizendo que como Dishonored "é realmente um grande prazer jogar um jogo a partir de diferentes ângulos" e que "Após vários anos de jogos cada vez mais totalitários onde apenas se segue um caminho pré-determinado, é bom ter um jogo que não incentiva apenas à improvisação, mas que a exige." A GameSpot deu a pontuação de 7.5/10 elogiando o mundo vivo, os gráficos "sumptuosos" "e a acção-stealth muito agradável mas criticando a IA, que é "inconsistente." A Polygon deu a pontuação de 8.5/10 e diz que "não é tão cerebral como Blood Money. Mas isso não impede Hitman: Absolution de ser esperto, um titulo de acção único, e extremamente divertido."
A Kotaku concluiu que "Sim. Deve comprar este jogo" porque "é um jogo muito gratificante que oferece dezenas de possibilidades cruéis em cada novo cenário."
A GamesRadar deu a pontuação de 4.5/5 afirmando que o jogo tem um estilo sexy, missões variadas com muitas opções e muitos melhoramentos sobre a jogabilidade. No entanto criticou a história por ser "confusa e atrapalhada." A Joystiq deu 4/5 e também criticou a história chamando-a "decepcionante" e a IA que é "idiota" por vezes, mas afirma que "tem as suas falhas, mas a sua dose de stealth e assassinatos criativos lembraram-me que pode ser tão bom ser um mau rapaz." Também elogiou o modo multijogador Contracts dizendo que é uma das melhores adições ao jogo.
Conrad Zimmerman da Destructoid deu a pontuação de 8.5/10 e diz que "ostenta mais visual do que a maioria dos jogos que foram editados este ano" e contém "uma história bem contada com uma boa quantidade de mistério" e conclui dizendo que Absolution tem "esforços impressionantes com alguns problemas visíveis. Não vai surpreender a todos, mas vale a pena o seu tempo e o seu dinheiro."

### Controvérsia
Em 29 de maio de 2012 foi lançado um vídeo com o nome "Attack of the Saints". O vídeo foi produzido pela Visual Works, um estúdio da Square Enix. O filme mostra "Freiras armadas, vestidas em PVC-latex, a serem assassinadas por uma chuva de balas" o que acabou causando controvérsia porque alegadamente mostra a figura feminina por um lado sexista. Tore Blystad da IO Interactive, e diretor do jogo, acabou pedindo desculpas, dizendo que eles [IO Interactive] "pedem desculpa se ofenderam alguém" e que "nunca era essa a intenção do vídeo." Pouco depois, voltou a haver controvérsia em volta da figura da mulher nos videojogos, de novo com outro titulo da Square Enix, Tomb Raider.